# Ga Bắc Kinh Nam
Bắc Kinh Nam (tiếng Trung: 北京南站; Hán-Việt: Bắc Kinh Nam Trạm; bính âm: Běijīngnán Zhàn) là ga đường sắt lớn (chủ yếu phục vụ tàu cao tốc) ở quận Phong Đài, Bắc Kinh, cách trung tâm Bắc Kinh khoảng 7,5 km (4,7 dặm) về phía nam, giữa đường vành đai 2 và 3. Nhà ga ở dạng hiện tại đã khai trương vào ngày 1 tháng 8 năm 2008 và thay thế ga cũ Bắc Kinh Nam, ban đầu được gọi là ga Mã Gia Bảo (马家堡站) và sau đó đổi tên thành ga Vĩnh Định Môn (永定门站), cách đó 500 m. Nhà ga cũ được sử dụng từ năm 1897 đến 2006.

## Bên cạnh
Tổng công ty Đường sắt Trung Quốc
- Đường sắt Bắc Kinh - Thượng Hải
- Đường sắt Bắc Kinh-Quảng Châu
- Đường sắt liên thành phố Bắc Kinh - Thiên Tân
- Đường sắt cao tốc Bắc Kinh - Thượng Hải

Tàu điện ngầm Bắc Kinh
- Tuyến số 4
- Tuyến số 14